# Triptychon (Frisch)

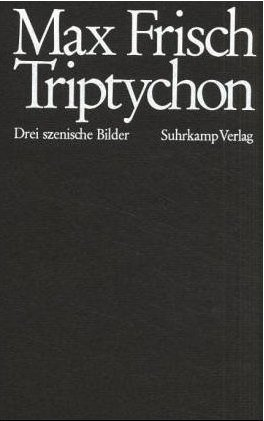
Erstausgabe 1978

Triptychon. Drei szenische Bilder ist ein Drama des Schweizer Schriftstellers Max Frisch. Es entstand in den Jahren 1976 bis 1979. Die erste Fassung wurde am 15. April 1979 als Hörspiel unter der Regie von Walter Adler ausgestrahlt. Am 9. Oktober 1979 folgte die Uraufführung im Centre dramatique de Lausanne unter der Regie von Michel Soutter. Nach einer Überarbeitung im Dezember 1979 wurde die Endfassung am 1. Februar 1981 im Akademietheater in Wien unter der Regie von Erwin Axer uraufgeführt.
Triptychon führt in drei Bildern Begegnungen zwischen Lebenden und Toten vor. Das erste Bild zeigt eine Trauerfeier, die vom Verstorbenen beobachtet wird. Im Totenreich des zweiten Bildes treffen sich alle Menschen wieder, die in ihrem Leben miteinander verbunden waren. Ihre Begegnung bleibt jedoch verhaftet in der Wiederholung des Gewesenen. Im dritten Bild kommt es zu einer Kommunikation eines Lebenden mit einer Toten, die sich einst auf der Trauerfeier ineinander verliebten.

## Inhalt

### Das erste Bild
Matthis Proll, ein siebzigjähriger Antiquariar, ist verstorben. Auf seiner Trauerfeier sitzt er, von den Lebenden nicht wahrgenommen, in seinem Schaukelstuhl und beobachtet die Szenerie. Ein Pastor predigt von der Auferstehung des Lazarus und dem ungläubigen Thomas. Dass Proll nie an ein Leben nach dem Tod geglaubt habe, verkündet ein junger Mann namens Roger, bei dessen Worten die anderen Trauergästen betreten schweigen. Nur eine junge Frau namens Francine tritt zu ihm, und sie unterhalten sich angeregt. Ein verspäteter Trauergast namens Luchsinger, der an Stöcken geht, ist verlegen und gibt sich als Jugendfreund des Verstorbenen zu erkennen.
Die Witwe ist die einzige, die den Verstorbenen wahrnehmen kann. Sobald sie mit ihm allein ist, spricht sie ihn an, während er bloß schweigt. Sie verteidigt die Einladung des Pastors und beklagt sich bei dem Toten, dass er sie verlassen hat. Noch an seinem letzten Abend schickte er sie fort, um allein zu sein, und starb. Sie kann nicht verwinden, dass er ihr nach 26 Ehejahren ins Gesicht sagte, dass sie ihm intellektuell unsympathisch sei. Als sie nach der Verabschiedung der Trauergäste zurückkehrt, ist der Schaukelstuhl leer. Vergeblich ruft sie nach Proll.

### Das zweite Bild
Auf einer weiten, leeren, weißen Fläche steht Proll und angelt, obwohl kein Fluss vorhanden ist. Auch andere Tote befinden sich hier, doch jeder sieht nur die Personen, denen er im Leben begegnet ist. Zwischen allen geht der Pastor umher und fragt die Menschen, warum sie gestorben sind. Er, der stets alle Menschen auf das Jenseits vertröstete, kann nicht begreifen, dass er in diesem kein Amt mehr bekleidet. Ein Clochard kommentiert die Szenerie mit literarischen Zitaten. Einst ein gefeierter Schauspieler lebte er seit einem Zusammenbruch mit dem Gefühl, eine Leiche in sich zu tragen. Ein Polizist übt ohne Unterbrechung auf einer Querflöte, doch ihm unterläuft jedes Mal derselbe Fehler, weil er als Toter nicht mehr imstande ist, zu lernen. Ein Pilot sitzt wie im Cockpit, Sekunden bevor eine Bombe in seinem Flugzeug explodierte, und sucht nach seinem Kurs. Später findet er sein verstorbenes Kind wieder und spielt nun endlos mit ihm Ball.
Proll trifft auf einen Tankwart, der sich als sein Vater herausstellt. Bereits mit 41 Jahren verstorben, ist dieser nun viel jünger als sein Sohn, doch er will ihn noch immer belehren. Prolls Mutter ist eine Greisin, die erst nach dem Tod ihres Mannes auflebte. Doch befragt, ob sie noch einmal leben wolle, winkt sie ab. Prolls Tochter Ilse beschwert sich, dass sie nie mit ihrem Vater reden konnte. Ihr Freund, ein Bankbeamter hat sie nicht geheiratet, weil ihr Vater ein „Roter“ war. Dann wurde er von einem Bankräuber erschossen, der erklärt, er habe sich in seiner Haft gebessert. Doch ein Jahr vor seiner Entlassung starb er an einem Gefängnisunfall. Der Jugendfreund an Stöcken tritt wieder auf. Er verleumdete Proll einst als Stalinist. Jetzt möchte er sich vergeblich mit ihm aussöhnen.
Dann ist da noch Katrin, ein junges Mannequin, das Proll in seinen letzten Jahren liebte. Sie fand nach einer Beziehungskrise in seinem Antiquariat Unterschlupf und nannte ihn „Väterchen“. Nacheinander treten die Männer ihres Lebens auf: Klas, der sich mit ihr glücklich glaubte, doch sie ständig wegen Kleinigkeiten kritisierte. Xaver, mit dem sie eine Liebe verband, die beide nur verletzte, und der bei einer Militärübung in den Tod getrieben wurde. Jonas, dessen revolutionäre Überzeugung sie beeindruckte. Er starb, als der Polizist bei einer Demonstration in die Menge schoss, wofür dieser noch immer Gott und nicht sich selbst verantwortlich sieht. Als Katrin am Ende die Neugier auf ihr Leben verlor, nahm sie eine Überdosis Schlaftabletten.

### Das dritte Bild
Die tote Francine und der lebende Roger begegnen sich auf einer Bank im nächtlichen Paris unter dem Lichtschein einer Straßenlaterne wieder. Nachdem sie sich auf Prolls Begräbnis kennengelernt und in der Folge ineinander verliebt hatten, schien beiden ihre Liebe wie die des ersten Paares, eines Paares, das in der Lage ist, sich die ganze Welt anders zu denken. Doch in Roger verstärkte sich der Eindruck, Francines Liebe gelte der Liebe selbst und nicht ihm. Und Francine fühlte sich von ihm nie wirklich erkannt und angenommen. Als sich Roger von ihr trennte, erkrankte sie schwer und starb, wofür ihr Umfeld ihm die Schuld gab. Seine folgende Beziehung überschattete die Erinnerung an Francine, inzwischen ist er geschieden.
Am Ende haben sie sich ausgesprochen und alles gesagt, was zu sagen blieb. Zwar animiert Roger Francine noch zum Weiterreden, doch von der Toten kommen nur noch Wiederholungen. Ihre letzten Worte sind, dass er sie niemals geliebt habe und nicht imstande sei, zu lieben. Roger kommentiert, dass dies also bleibe. Er zieht einen Revolver, presst ihn an seine Schläfe, dann verlöscht das Licht. Als es wieder hell wird, ist die Bank leer.

## Form
Der Titel von Frischs Drama bezieht sich auf das Triptychon, eine Form von dreigeteiltem Gemälde oder Flügelaltar, bei dem die Seitenbilder gewöhnlich schmaler sind als das dominierende Mittelbild. Auch in Frischs Drama ist das zweite Bild deutlich umfangreicher und mit größerem Personal besetzt als die beiden „Seitenbilder“, wobei die einzelnen Bilder laut Frisch „nicht Stationen einer dramatischen Handlung sind, sondern drei szenische Aspekte zum Thema geben“. Die Symmetrie des dreiteiligen Bildes lässt sich bis ins Detail verfolgen: die beiden Randbilder spielen in der Welt der Lebenden, beziehen sich aber auf die Totenwelt des Mittelbildes. Dabei sind sie in ihrer Figurenkonstellation gespiegelt, indem im ersten Bild eine Frau ihren verstorbenen Mann anruft, im dritten Bild die Geschlechter vertauscht sind.

## Entstehungsgeschichte

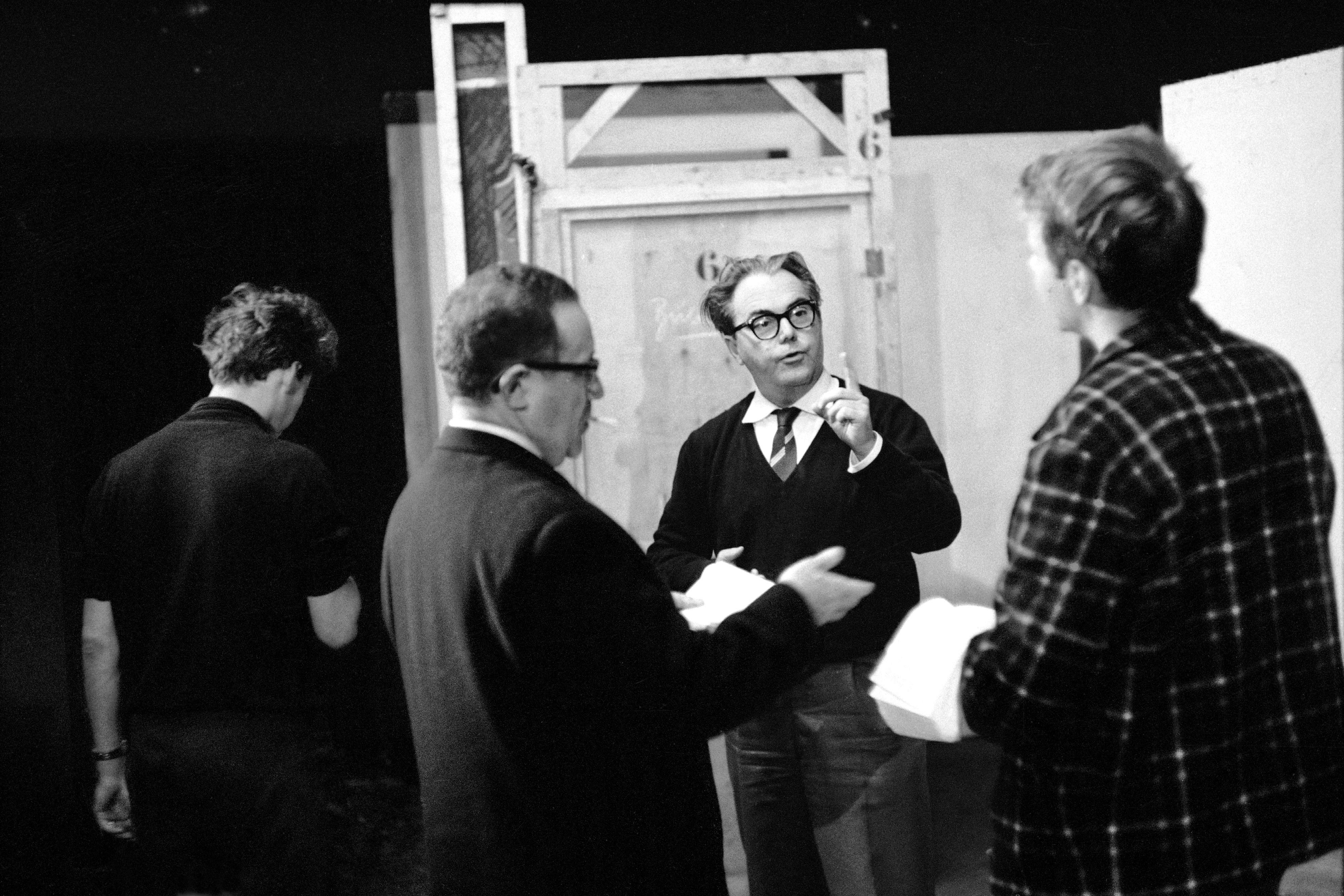
Max Frisch bei Proben zu Andorra 1961

Nach dem Drama Biografie: Ein Spiel hatte sich Frisch zehn Jahre lang von der Bühne zurückgezogen und lediglich Prosa verfasst. Nach eigenen Aussagen war er mit seiner Theaterarbeit in eine Sackgasse geraten. Bereits die Parabeln Biedermann und die Brandstifter und Andorra beinhalteten für Frisch rückblickend zu viel Didaktik, die ihm gar nicht am Herzen liege. Auch die so genannte „Dramaturgie der Permutation“ vermochte er in Biografie: Ein Spiel nicht erfolgreich umzusetzen, so dass er am Ende „wirklich keine Lust mehr hatte am Theater“ und sich vollkommen von der Bühne abwandte. Andererseits war Frischs letzte Erzählung Montauk für ihn nach eigenen Worten ein „Point of no Return“, von dem aus es keine Möglichkeit mehr zu einer offenen oder versteckten Form der Autobiografie gebe. Daher habe er mit der folgenden Arbeit den Weg in die Fiktion gesucht.
Im Frühjahr 1976 begann Frisch im Atelier seines Freundes Gottfried Honegger in Gockhausen mit ersten Arbeiten an einem neuen Text, der zu diesem Zeitpunkt noch nicht als neues Theaterstück geplant war, sondern als Dialog. Ursprünglich sollte der ganze Text aus dem zweiten Teil, dem Leben der Toten in einer Hadeswelt bestehen. Davon unabhängig verfasste Frisch ein zweites Stück über eine Begegnung zwischen Lebenden und Toten, aus dem später das dritte Bild entstand. Da die Gegenüberstellung der beiden Bilder zu antipodisch wirkte, stellte Frisch ein Eingangsbild voran, dessen erster Entwurf von Walter Schmitz auf den November 1977 datiert wird. Bereits einen Tag nach der Verleihung des Friedenspreises des Deutschen Buchhandels las Frisch 1976 öffentlich eine frühe Fassung des zweiten Bildes unter dem Titel Ostern.
Zum ersten Bild, das im Frühstadium noch stark von der Endfassung abwich, entstanden insgesamt fünf Entwürfe, zum dritten Bild, dessen Aufbau in groben Zügen gleich blieb, zehn Entwürfe. Hier verlagerten sich insbesondere die Redeanteile von Francine zu Roger. Die hauptsächliche Arbeit Frischs konzentrierte sich allerdings auf das zweite Bild, von dem insgesamt dreizehn Entwürfe vorliegen, wovon die ersten zehn noch den Arbeitstitel Styx tragen, ehe der Titel zu Triptychon geändert wurde. Die Bearbeitung des zweiten Bildes bestand vor allem aus einer Reduzierung des ursprünglichen Materials. Insbesondere strich Frisch zwischenzeitlich eingearbeitete motivische Verknüpfungen und literarische Anspielungen, um den Text in seiner Deutung offener zu halten. Eine frühe Fassung kreiste um eine Hermesstatue, welche die Toten in den Hades einführte. Auch die tote Francine hatte ursprünglich im zweiten Bild einen kurzen Auftritt.
Die erste Version des fertiggestellten Stücks erschien im März 1978 im Suhrkamp Verlag. Max Frisch sperrte das Stück gegen Aufführungen im Theater, weil er, wie er erklärte, nach seiner langen Abstinenz von der Bühne den „ganzen Marktrummel“ einer Uraufführung vermeiden wolle. Die Presse dagegen spekulierte, dass das Manuskript zuvor von verschiedenen großen Bühnen abgelehnt worden wäre. Erst ein Jahr später kam es zu einer ersten Umsetzung des Textes, allerdings nicht auf der Bühne, sondern in einer Hörspielbearbeitung von Walter Adler, die am 15. April 1979, einem Ostersonntag, ausgestrahlt wurde. Am 9. Oktober 1979 folgte die Uraufführung im Centre dramatique de Lausanne unter der Regie von Michel Soutter, einem Filmregisseur, der zuvor erst mit einem Bühnenstück Erfahrung sammeln konnte. Corinne Coderey spielte die Francine, Roger Jendly den Roger. Alexander Stephan wertete diese Aufführung ebenso als Probeaufführung wie die folgende Inszenierung von Erwin Axer am Warschauer Modernen Theater.
Danach überarbeitete Frisch den Text im Dezember 1979 noch einmal, wobei seine Änderungen überwiegend rein stilistisch waren. Die revidierte Fassung erschien im Folgejahr in der Buchreihe Spectaculum und ab der 4. Auflage 1981 auch in der Ausgabe der edition suhrkamp. Zuvor scheiterte im Dezember 1980 die geplante deutschsprachige Erstaufführung an den Städtischen Bühnen Frankfurt an der Intervention des Ensembles, die das Stück „allzu sehr auf eine private oder fast alltägliche Perspektive verengt“ sahen. Frisch schimpfte in der Folge über die Mitbestimmung von „Lausbuben“ und „Ideologie-Darstellern“, vor denen er nicht darzulegen gedenke, weshalb er kein Reaktionär sei. Zur deutschsprachigen Erstaufführung inklusive Premierenrummel kam es schließlich am 1. Februar 1981 im Akademietheater in Wien erneut unter der Regie von Erwin Axer. Die Francine gab Elisabeth Orth, den Roger Joachim Bißmeier.

## Rezeption
Die Buchausgabe von Triptychon wurde im Frühjahr 1978 von der Presse nur zögernd aufgenommen. Es dauerte einige Monate, bis rund 25 Rezensionen erschienen waren. In einigen großen Zeitungen wie der Frankfurter Allgemeinen Zeitung wurde Frischs neuestes Werk gar nicht besprochen. Walter Schmitz vermutete ein Gefühl der Unzuständigkeit gleichermaßen bei den Theater- wie den Literaturkritikern gegenüber einem nicht aufgeführten Theaterstück. Anders als bei früheren Arbeiten des Autors – noch zuletzt bei der Erzählung Montauk – kam es zu keinerlei Debatten um das Werk, es wurde allgemein mit einer sehr verhaltenen Zustimmung aufgenommen, in der überzeugt positive wie negative Stimmen fehlten. Häufig brachten die Kritiker Frischs Alter ins Spiel, es fielen Begriffe wie „Altersstil“ und „Altersweisheit“. Die größte Zustimmung erhielt Triptychon, auch das ungewöhnlich für Frischs Werkgeschichte, in seinem Heimatland, der Schweiz.
Für Hellmuth Karasek erzählte Frisch „weise von Liebe und Tod, vor allem vom Tod der Liebe.“ Durch „unsentimentale Genauigkeit“ liefere er „einen Theater-Beweis gegen das Leben nach dem Tod“, dabei „dem heutigen verstörten Biedermeier die gängigen Todeströstungen sanft um die Ohren schlagend“. Rolf Michaelis beschrieb: „Hier sinniert kein weißhaarig gewordener Schriftsteller über Jenseits und Vergänglichkeit, sondern nach wie vor und ganz unaufgeregt über das Leben, unser Leben.“ Peter von Matt sah Triptychon schließlich als Stück eines „existentialiste défroqué“, eines entlaufenen Existentialisten, der schon vor Jahren „den Glauben an den totalen Augenblick verloren hat, an die Ekstase der Freiheit, die immer möglich sei, so lange man lebe“.
Auch auf die späteren Aufführungen reagierte die Presse laut Urs Bircher „zurückhaltend“, nach Wertung Alexander Stephans „neutral bis bissig“. Anlässlich der Lausanner Uraufführung 1979 beschrieb Rudolf Maurer: „Der Regisseur Michel Soutter stand vor der schwer lösbaren Aufgabe, in diesem Stück ohne fortlaufende Handlung die Banalität, Starre und Ausweglosigkeit der geschilderten Totenwelt sichtbar zu machen ohne Langeweile zu verbreiten.“ Die Basler Zeitung kritisierte, dass Soutter mit dem „sperrigen Stück“ kaum zurechtkäme.
Anlässlich der deutschsprachigen Erstaufführung in Wien 1981 sprach Peter von Becker von „schickem Schulfunk“ und „Philosophie in der Boutique“, Lothar Schmidt-Mühlisch von einem Stück, „das mit seiner thematisierten Belanglosigkeit identisch sein will“. Andere Stimmen verglichen das Stück mit Thornton Wilders Unsere kleine Stadt, Jean-Paul Sartres Geschlossene Gesellschaft oder Texten von Jean Giraudoux, ohne dass Frisch die Vorbilder erreiche. Benjamin Henrichs bezweifelte, dass Triptychon „mehr ist als ein seltsam später und verdorrter Nachkömmling des Nachkriegstheaters, so verblaßt wie die Figuren und Zustände, von denen es handelt“. Dagegen sah Peter Iden „ein großes, berührendes Theaterstück.“ Joachim Kaiser urteilte, dass Triptychon „als erregendes Bekenntnis zu Frischs Gesamtwerk gehört wie irgendeiner seiner bedeutenden Texte.“

### Textausgaben
- Max Frisch: Triptychon. Drei szenische Bilder. Suhrkamp, Frankfurt am Main 1978 (Erstausgabe).
- Max Frisch: Triptychon. Drei szenische Bilder. In: Spectaculum 33. Suhrkamp, Frankfurt am Main 1980, ISBN 3-518-09104-2 (Erstausgabe der zweiten Fassung).
- Max Frisch: Triptychon. Drei szenische Bilder. In: Gesammelte Werke in zeitlicher Folge. Siebter Band. Suhrkamp, Frankfurt am Main 1998, ISBN 3-518-06533-5, S. 93–204.

### Sekundärliteratur
- Michael Butler Die Dämonen an die Wand malen. In: text + kritik 47/48, 3. erweiterte Auflage 1983, ISBN 3-88377-140-6, S. 88–107.
- Heinz Gockel: Max Frisch. Drama und Dramaturgie. Oldenbourg, München 1989, ISBN 3-486-88271-6, S. 110–116.
- Jürgen H. Petersen: Max Frisch. Metzler, Stuttgart 2002, ISBN 3-476-13173-4, S. 160–168.
- Walter Schmitz: Max Frisch: Das Spätwerk (1962–1982). Eine Einführung. Francke, Tübingen 1985, ISBN 3-7720-1721-5, S. 126–142.
- Walter Schmitz: Zu Max Frisch: Triptychon. Drei szenische Bilder (1978). In: Gerhard P. Knapp (Hrsg.): Max Frisch. Aspekte des Bühnenwerks. Peter Lang, Bern 1979, ISBN 3-261-03071-2, S. 401–424.
- Cornelia Steffahn: Altern, Sterben und Tod im Spätwerk von Max Frisch. Dr. Kovač, Hamburg 2000, ISBN 3-8300-0249-1, S. 112–155.
- Alexander Stephan: Max Frisch. Beck, München 1983, ISBN 3-406-09587-9, S. 126–134.
- Alexander von Bormann: Theater als Existenz-Erfahrung? Die Wende von Max Frisch zum christlichen Laienspiel. In: Gerhard P. Knapp (Hrsg.): Max Frisch. Aspekte des Bühnenwerks, S. 425–436.